# Argemone fruticosa
Argemone fruticosa är en vallmoväxtart som beskrevs av Thurber och Asa Gray. Argemone fruticosa ingår i släktet taggvallmor, och familjen vallmoväxter. Inga underarter finns listade i Catalogue of Life.